# Sebastián Barclay
Jorge Sebastián Barclay (La Plata, Buenos Aires, Argentina, 2 de enero de 1978) es un exfutbolista argentino. Jugaba de delantero y militó en diversos clubes de Argentina, Chile, Canadá, Venezuela y Guatemala.

## Clubes
| Club                           | País      | Año       |
| ------------------------------ | --------- | --------- |
| Gimnasia y Esgrima de La Plata | Argentina | 1998-1999 |
| Tigre                          | Argentina | 2000-2001 |
| Villa Mitre de Bahía Blanca    | Argentina | 2001      |
| Deportes Temuco                | Chile     | 2002      |
| Toronto Lynx                   | Canadá    | 2003-2004 |
| Deportivo Italchacao           | Venezuela | 2005      |
| Deportivo Marquense            | Guatemala | 2006      |
| Toronto Lynx                   | Canadá    | 2006-2007 |
| Villa San Carlos               | Argentina | 2007-2008 |
| Deportivo Laferrere            | Argentina | 2008      |
| Villa San Carlos               | Argentina | 2009      |